# アヤ・ラジャー・エキスプレスウェイ
アヤ・ラジャー・エキスプレスウェイ（亚逸拉惹高速公路、The Ayer Rajah Expressway、略称AYE）は シンガポールの南部を東西に走る高速道路である。

## 概要
シンガポールの高速道路で9つ存在する道の中でも、最長最古であるパン・アイランド・エキスプレスウェイ（PIE）と並んで代表格の高速道路といえる。着工1983年、完工1988年。全長26.5km。

東側はケッペル・シティ方面のマリーナ・コースタル・エキスプレスウェイ（MCE）、中央にはシンガポール国立大学などの教育機関を擁し、西側はジュロン、トゥアスなどの工業・倉庫地帯に繋がり、最終的にマレーシア・シンガポール・セカンドリンクつまりマレーシアへの橋に接続する。他のシンガポールの高速道路同様、全面的に緑化されているため、整備された景観が続くが、交通渋滞や交通事故も毎週発生している。
主要な部分には監視カメラが設置されており、交通違反取り締まりや渋滞情報に使われている。

## 画像

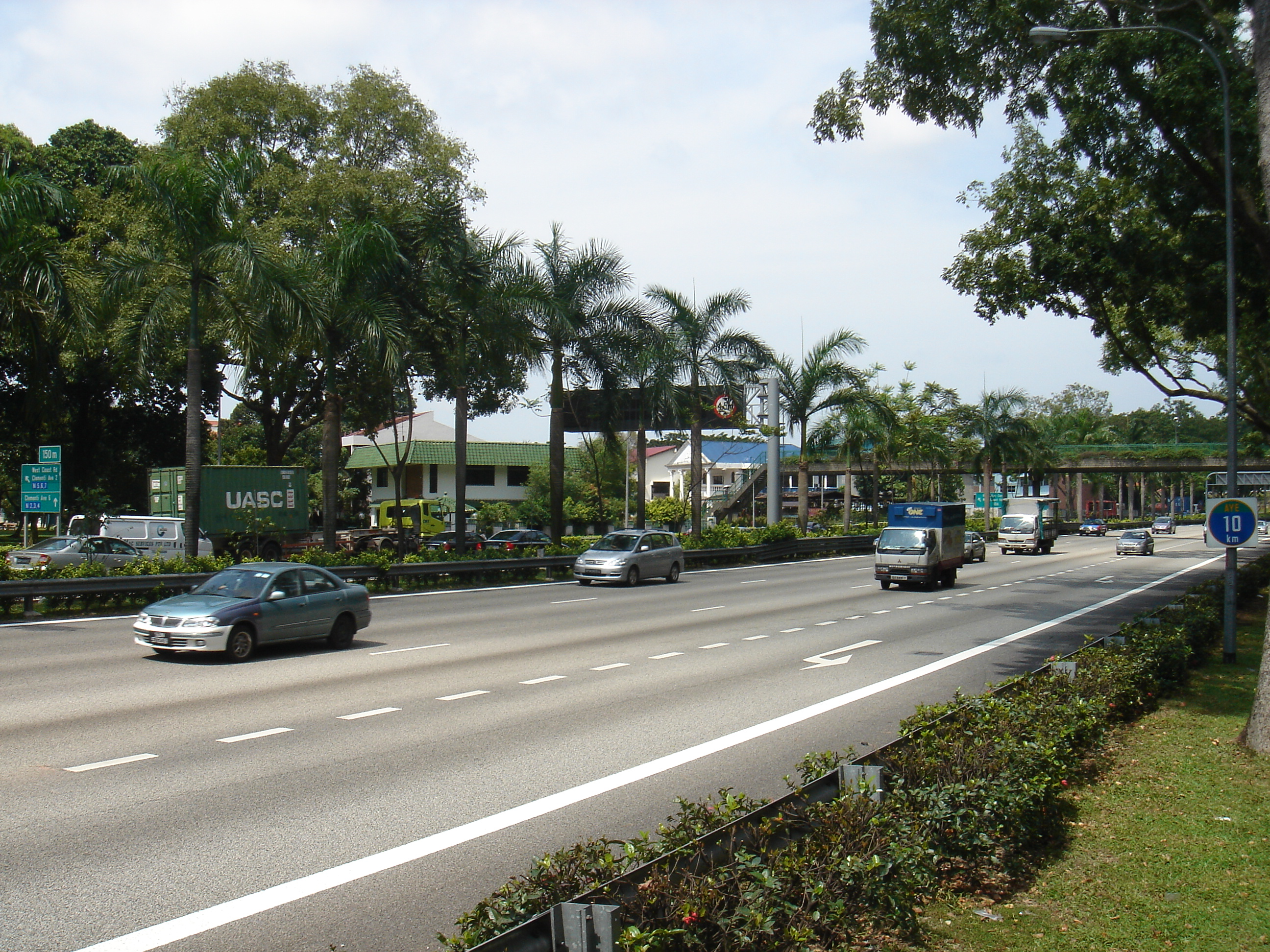
クレメンティ
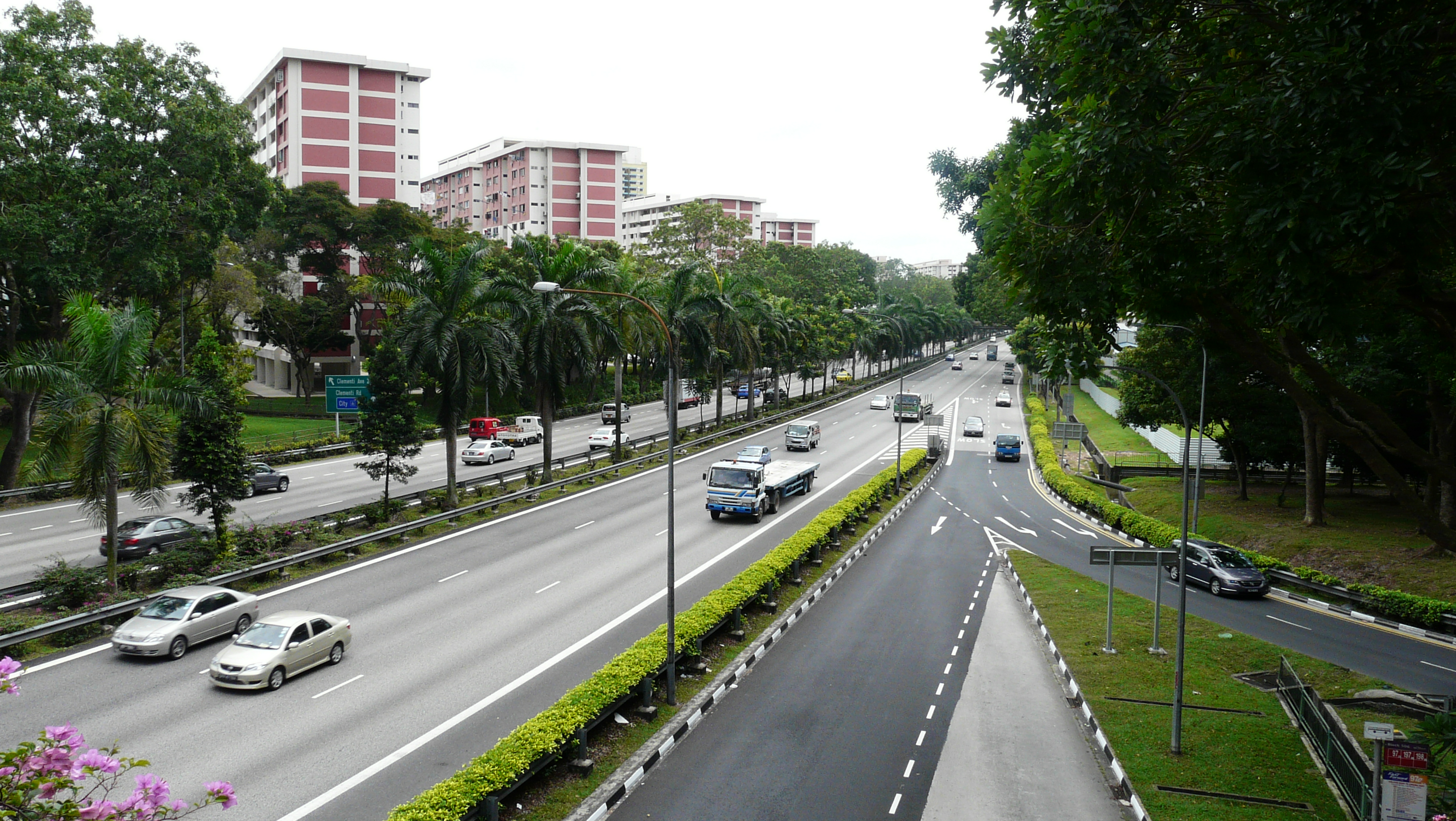
景観1
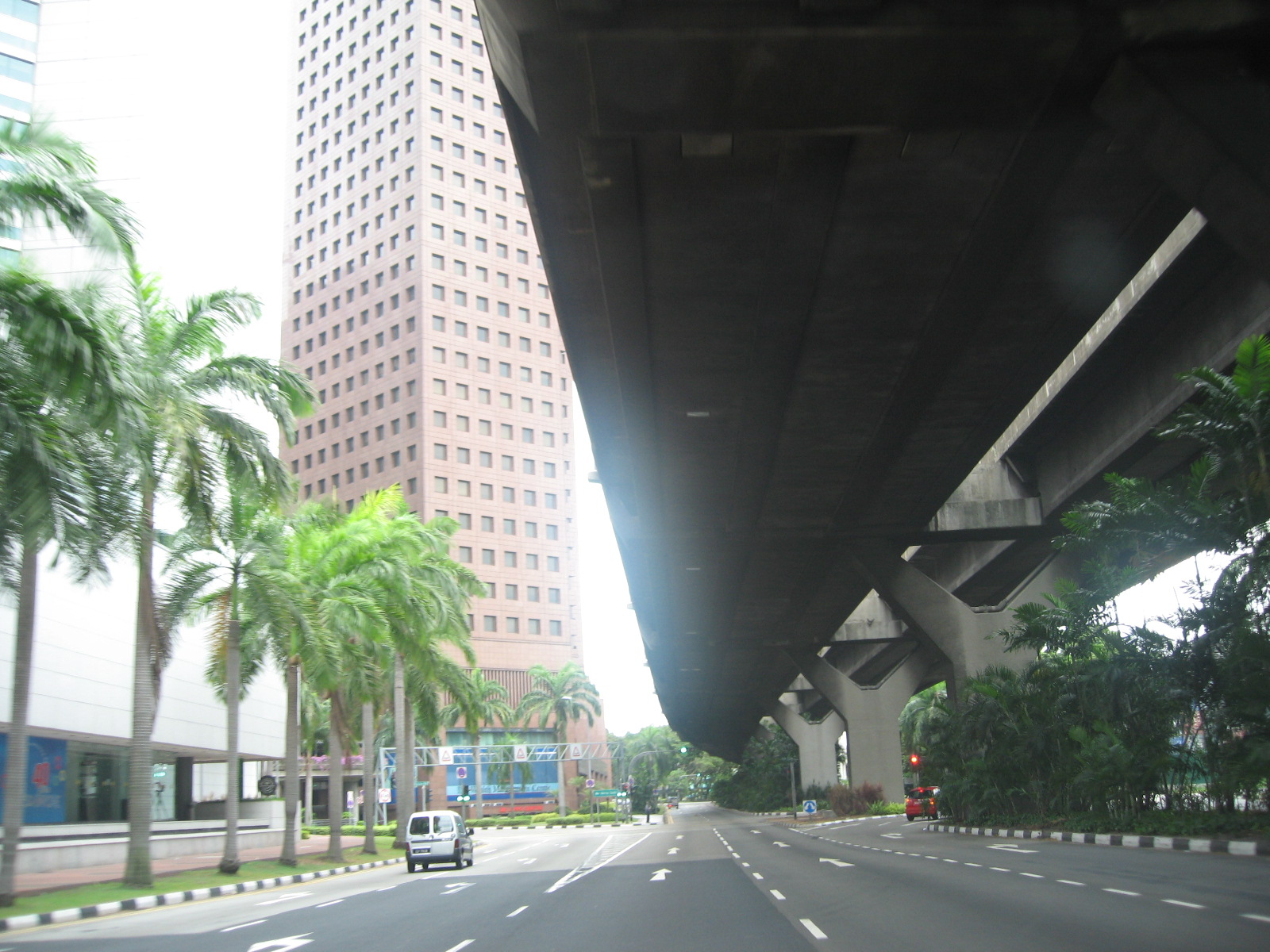
Keppel 景観2
- トゥアス方面9番出口付近